# Moutaz Moussa Abdallah
Pour les articles homonymes, voir Abdallah.
Pour l’article ayant un titre homophone, voir Mottaz.
Moutaz Moussa Abdallah, ou Motazz Moussa Abdallah né en 1967, est un homme d'État soudanais. Il est ministre des Ressources en eau et de l'Électricité de 2013 à 2018. Il est Premier ministre du 10 septembre 2018 au 23 février 2019.

## Biographie
Moutaz Moussa Abdallah naît en 1967, il est diplômé de la faculté d'économie de l'université de Khartoum au début des années 1990. Il est titulaire de deux diplômes de maîtrise, l'un en traduction de l'université de Khartoum et l'autre en sciences politiques de l'université Al-Zaim al-Azhary.
Au début des années 1990, il est l'un des fondateurs du centre national de production de médias et de l'unité de construction de barrages. Auparavant au ministère des Affaires étrangères, il travaille à l'ambassade du Soudan en Allemagne avant de devenir ambassadeur. Il facilite les travaux de construction de barrages en dehors du Soudan et contribue à la coopération avec les fonds arabes, saoudiens et koweïtiens et aide au financement de projets de barrage au Soudan en tant que chef de projet.
Il est ministre des Ressources en eau et de l'Électricité, de décembre 2013 à septembre 2018.
Le 9 septembre 2018, le président Omar el-Béchir limoge l'intégralité du gouvernement et le nomme Premier ministre ; il est chargé de former un gouvernement resserré pour faire face à la crise économique qui frappe le pays. Il forme son gouvernement le 14 septembre.
Il est limogé le 23 février 2019, au cours des manifestations qui se déroulent depuis le 19 décembre précédent.